# Deutsch-vietnamesische Beziehungen
Die diplomatischen Beziehungen zwischen der Bundesrepublik Deutschland und Vietnam wurden am 23. September 1975 aufgenommen. Die Teilung sowohl Deutschlands als auch Vietnams während der 1950er, 1960er und 1970er Jahre in einen kommunistischen und einen kapitalistischen Staat bildet eine historische Gemeinsamkeit. Basierend auf dem Vertrauensverhältnis, das zwischen der DDR und Vietnam bestand, sollen auch in Zukunft starke Partnerschaften entstehen. Eine bedeutende Grundlage für die Zusammenarbeit beider Staaten stellt die Hanoier Erklärung dar, die im Oktober 2011 von der deutschen Bundeskanzlerin Angela Merkel und dem vietnamesischen Premierminister Nguyễn Tấn Dũng unterzeichnet wurde. Nach der Entführung des Vietnamesen Trinh Xuan Thanh durch den vietnamesischen Auslandsgeheimdienst in Berlin wurde die strategische Partnerschaft zwischen beiden Ländern durch Deutschland im Oktober 2017 ausgesetzt.

## Geschichte
1949 wurden die ersten Kontakte zwischen der DDR und Nordvietnam, aufgrund der gemeinsamen sozialistischen Ausrichtung, geknüpft. Während des Vietnamkriegs verhielt sich die Bundesrepublik Deutschland solidarisch mit den USA.
Nach der Vereinigung von Nord- und Südvietnam im Jahre 1976 setzte sich die Zusammenarbeit der DDR mit der neu gegründeten Sozialistischen Republik Vietnam fort. Gefördert wurden besonders Entwicklungsprojekte in den Bereichen Energieversorgung und Landwirtschaft. Außerdem unterstützte man den Aufbau und die Weiterentwicklung in puncto Technik und Handwerk durch umfangreiche Beratung. Im Zuge dieser Entwicklungspolitik erfolgte die Ausbildung von jährlich 2000 Lehrlingen, 200 Studenten und 50 Postgraduierten aus Vietnam in der DDR.

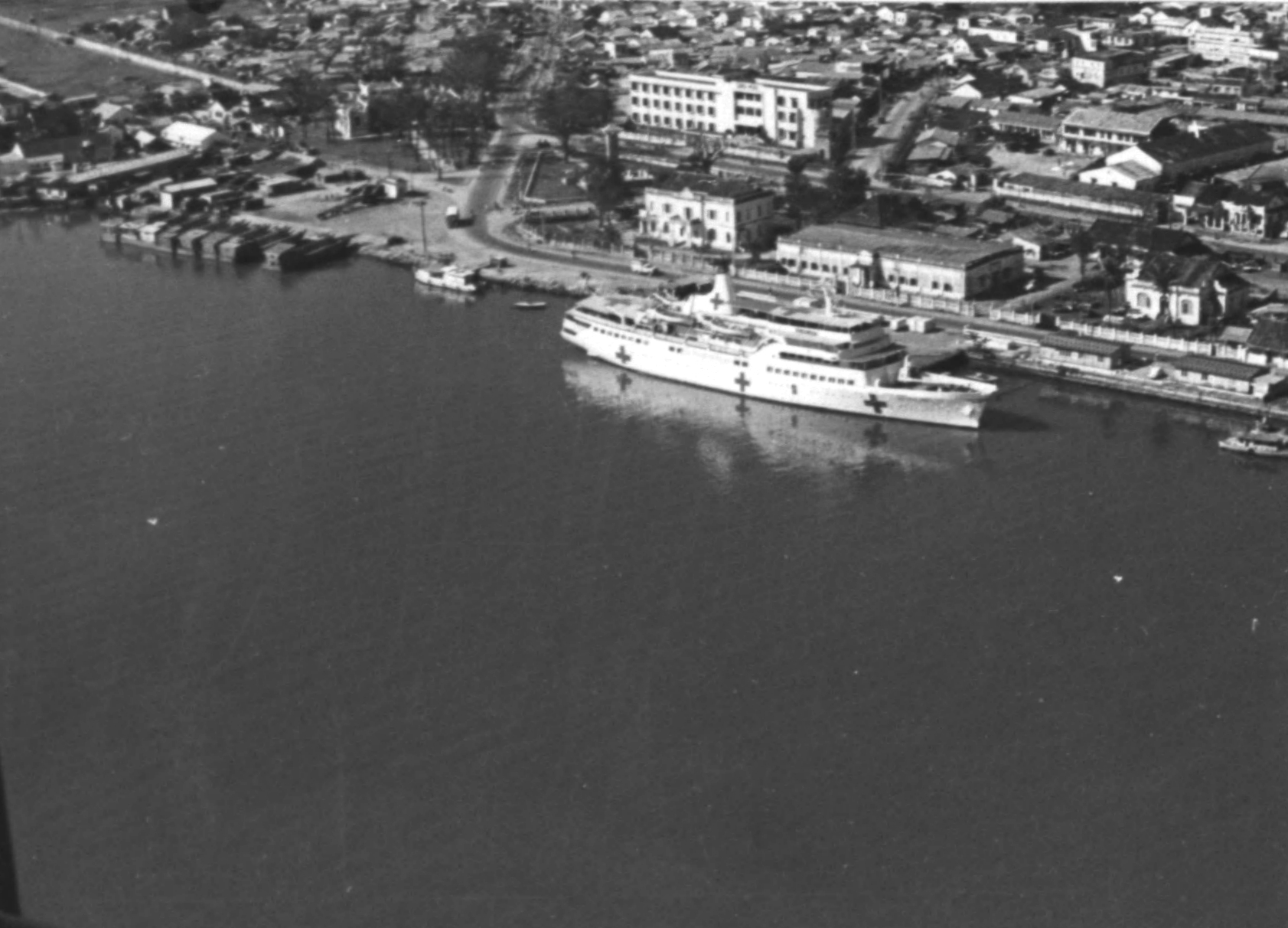
Das deutsche Hospitalschiff Helgoland 1970 in Vietnam.

Das deutsche Motorschiff Helgoland wurde von 1966 bis 1972 im Auftrag der Bundesregierung vom Deutschen Roten Kreuz als Hospitalschiff in Südvietnam eingesetzt und die medizinische Ausstattung nach Ende des Einsatzes an medizinische vietnamesische Einrichtungen übergeben.
1967 lieferte das deutsche Chemie- und Pharmaunternehmen Boehringer Ingelheim 720 Tonnen Trichlorphenolatlauge an ein Tochterunternehmen von Dow Chemical nach Neuseeland, womit das Unternehmen Agent Orange für die Entlaubung im Vietnamkrieg herstellte. Der Verkauf wurde 1991 durch einen Bericht im Der Spiegel bekannt und ein weiteres Jahr später von Boehringer Ingelheim bestätigt. Der Handel erregte auch deshalb Aufsehen, da der spätere Bundespräsident Richard von Weizsäcker bis zum Jahr vor der Lieferung Mitglied der Geschäftsführung des Unternehmens gewesen war.
1976 wurde die westdeutsche Botschaft in Hanoi registriert. Abgesehen davon leistete die BRD nach Ende des Vietnamkriegs Entwicklungshilfe, verhielt sich jedoch vorerst zurückhaltend aufgrund der kommunistischen Einstellung Vietnams und des eigenen Bündnisses mit den USA. Vietnams Tendenz, sich zu seinem sozialistischen Bruderstaat DDR zu orientieren, bekräftigte den geringen wirtschaftlichen Austausch. Das Verhältnis zwischen den beiden Staaten verschlechterte sich wegen der vietnamesischen Besetzung Kambodschas. Zudem ereignete sich ein Zwischenfall, bei dem deutsche Handelsschiffe von vietnamesischen Kriegsschiffen unter Beschuss genommen wurden, nachdem sie vietnamesische Flüchtlinge an Bord genommen hatten. Als Konsequenz stellte die BRD die staatliche Entwicklungshilfe ein. Diese Spannungen konnten 1986 durch die Reise einer Wirtschaftsdelegation des Ostausschusses der deutschen Wirtschaft entschärft werden.

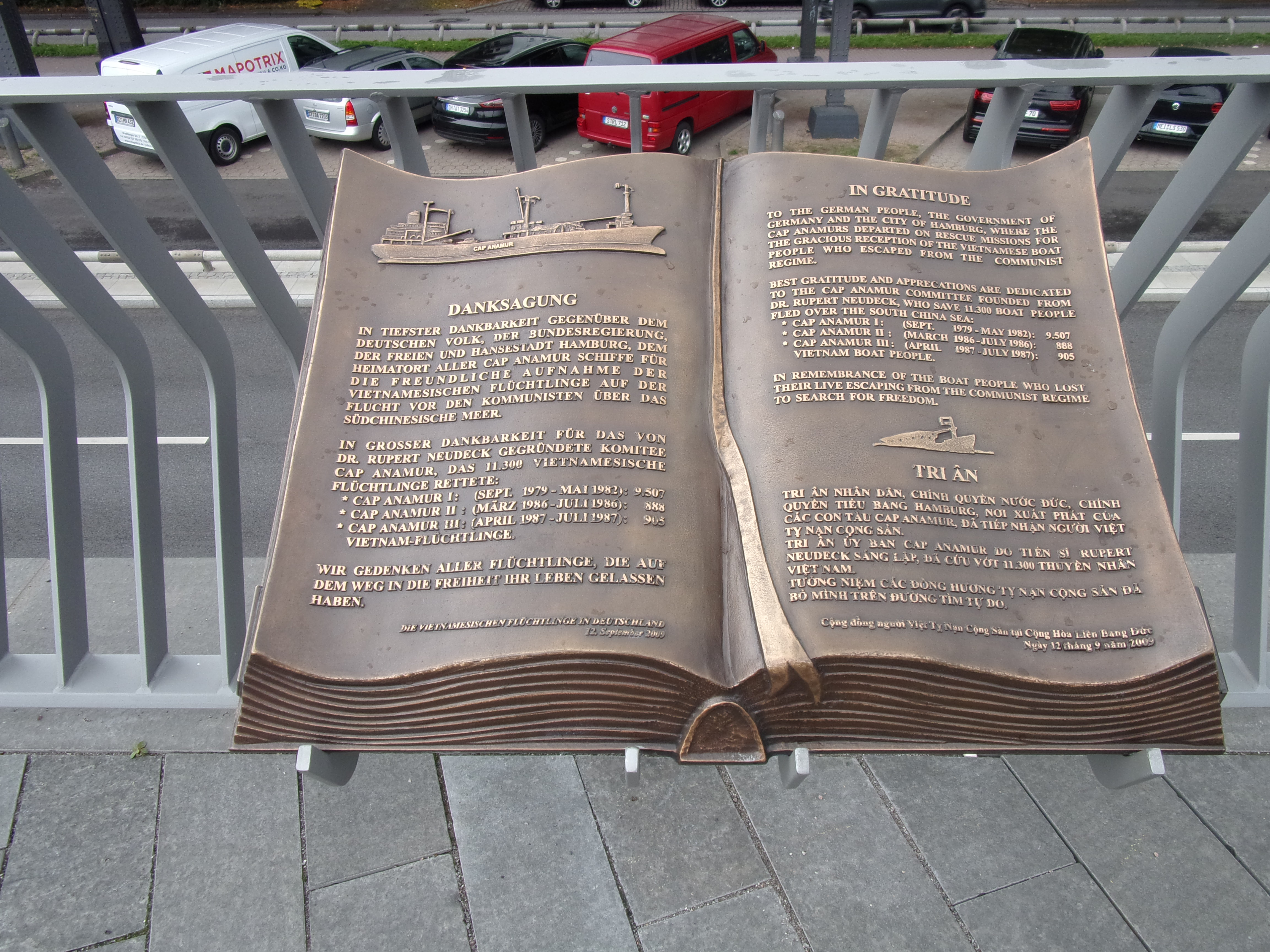
Bronzetafel am Johannisbollwerk (Jan-Fedder-Promenade) in Hamburg mit Danksagung der vietnamesischen Flüchtlinge der Cap Anamur Schiffe

Die Bundesrepublik verpflichtete sich auf der Indochinakonferenz 1979 zur Aufnahme vietnamesischer Asylbeantragender, die über deutsche Schiffe gerettet wurden. Ab dem gleichen Jahr setzte das deutsche Hilfskomitee Ein Schiff für Vietnam die Cap Anamur als Hospitalschiff zur Rettung und medizinischen Versorgung tausender Flüchtlinge ein, woraufhin Proteste aus den Bundesländern entstanden.

„Mit der Vollendung der deutschen Einheit und mit dem ‚Erbe‘ vieler entwicklungspolitischer Aktivitäten der DDR in Vietnam begann die Bundesrepublik Deutschland im Jahr 1991 mit einer bis heute anhaltenden freundschaftlichen und intensiven Entwicklungszusammenarbeit, an der […] Politische Stiftungen maßgeblich beteiligt waren. Wichtigste Schwerpunktbereiche der entwicklungspolitischen Zusammenarbeit der Bundesrepublik Deutschland mit Vietnam waren von Beginn an die Förderung der Wirtschaftsreformen und der Aufbau marktwirtschaftlicher Strukturen.“

Ein positives Ergebnis des Reformprozesses war die Entwicklung von einer Planwirtschaft zu einer Marktwirtschaft mit „sozialistischer Orientierung“.
Das Verhältnis beider Staaten normalisierte sich, sodass auch die Entwicklungshilfe in den Bereichen Bildung, Energie und Umwelt sowie wirtschaftliche Beziehungen wieder aufgenommen wurden. Des Weiteren engagiert sich Deutschland bei der Umsetzung der vietnamesischen Rechtsordnungsreform und führt den deutsch-vietnamesischen Rechtsstaatsdialog. Die bilateralen Beziehungen werden durch Staatsbesuche von beiden Seiten gepflegt.

## Wirtschaft
Deutschland ist Vietnams größter Handelspartner und beide Länder „sehen erhebliches Potenzial für den Ausbau ihrer Handels- und Wirtschaftsbeziehungen, einschließlich Investitionen.“ Bundeskanzlerin Angela Merkel gab 2011 an, dass Vietnam seit 1990 von der Bundesrepublik mit etwa 1,5 Milliarden Euro in Form von Krediten und Projektfinanzierungen unterstützt worden sei. Beispielsweise betrugen die Exporte von Deutschland nach Vietnam von Januar bis Juli 2011 ein Handelsvolumen von 1,8 Milliarden US-Dollar, die Exporte von Vietnam nach Deutschland beliefen sich dagegen auf 1,1 Milliarden Dollar.
Beide Länder drücken in der Hanoier Erklärung von 2011 ihren Willen aus, über zentrale wirtschafts- und handelspolitische Themen, wie zum Beispiel Handelsentwicklung, offene Märkte und fairen Wettbewerb zu diskutieren und durch partnerschaftliche Zusammenarbeit die wirtschaftlichen, sozialen und ökologischen Standards in Vietnam zu verbessern.
Verschiedene Projekte, die unter anderem vom Bundesministerium für wirtschaftliche Zusammenarbeit und Entwicklung (BMZ) in Auftrag gegeben wurden, setzten schon vor der Hanoier Erklärung an diesen Punkten an. Ein Beispiel dafür ist das Projekt zur Schulung in verantwortungsvoller Unternehmensführung für eine nachhaltige Wirtschaftsentwicklung, das sich von 2003 bis 2014 erstreckte.
Deutschland war 2014 der größte EU-Handelspartner Vietnams mit einem Handelsvolumen von 7,8 Milliarden US-Dollar. Die Importe stiegen um 5,3 % auf 5,18 Milliarden US-Dollar, die Exporte sanken um 6,5 % auf 2,62 Milliarden US-Dollar. Die Hauptimportgüter Deutschlands aus Vietnam sind Schuhe, Textilien, landwirtschaftliche Erzeugnisse, Meeresfrüchte, Möbel und Elektronikartikel. Die deutschen Exporte nach Vietnam bestehen hauptsächlich aus Maschinen, Fahrzeugen, Ausrüstungsgegenständen und chemischen Produkten.
Die Delegation der deutschen Wirtschaft unterhält Büros in Hanoi und Ho-Chi-Minh-Stadt und ist Teil des Netzwerks der deutschen Außenhandelskammer (AHK). Über 160 deutsche Unternehmen haben sich zur deutschen Kaufmannschaft zusammengeschlossen, die bemüht ist, eine deutsch-vietnamesische Außenhandelskammer zu gründen. Im November 2015 wurde durch eine Absichtserklärung zwischen dem deutschen Wirtschaftsministerium und der vietnamesischen Industrie- und Handelskammer ein weiterer Grundstein für die Etablierung der deutsch-vietnamesischen Außenhandelskammer gelegt.
2014 haben deutsche Unternehmen ca. 169 Millionen USD investiert, das ist ein Plus von 40 %. Damit liegen sie auf Platz 16 der weltweiten Investorenliste. Da viele Investitionen über Tochterfirmen im Ausland getätigt werden, die statistisch nicht Deutschland zugerechnet werden, fällt diese Zahl jedoch zu gering aus.
Vietnam ist Mitglied in der World Trade Organization (WTO), der Weltbank, dem Internationalen Währungsfonds (IWF), der Asia Free Trade Area (AFTA), der Asia Pacific Economic Conference (APEC) und der World Customs Organization (WCO). Dadurch ergibt sich eine globale Kooperation, unter anderem mit der EU, zum Beispiel auch als Mitglied der ASEAN-Staaten (Association of Southeast Asian Nations). Die EU ist Vietnams drittgrößter Handelspartner.

## Politik
Im Rahmen der politischen Zusammenarbeit kommt es zu einem regen Austausch zwischen Deutschland und Vietnam auf allen Ebenen. Seit 2011 werden verstärkt Treffen zur verbesserten Kooperation bei Projektförderungen abgehalten, unter anderem in den Bereichen politisch-strategischer Dialog, Wirtschaft, Handel und Investitionen, Justiz und Recht, entwicklungspolitische Zusammenarbeit und Umweltschutz, Bildung, Wissenschaft, Technologie, Kultur, Medien und Gesellschaft. Bereits zuvor gab es auf vielen Gebieten einzelne Absichtserklärungen.
Zu nennen ist hier die 2008 von den Außenministern beider Länder unterzeichnete „Gemeinsame Erklärung über die Zusammenarbeit auf dem Gebiet des Rechts und der Justiz“ (Rechtsstaatsdialog), die zum Ziel hat, einen Beitrag zur Verwirklichung des rechtsstaatlichen Denkens und Handelns zu leisten, indem das vietnamesische Recht modernisiert und an geltende internationale Rechtsnormen angepasst wird. Dabei ist die Wahrung der Menschenrechte ein zentrales Thema, ebenso wie das Privat-, Straf- und öffentliche Recht. Im darauffolgenden Jahr beschlossen die Justizministerien beider Länder, die gemeinsame Erklärung umzusetzen und unterschrieben das erste Drei-Jahre-Programm, auf das 2012 das zweite und 2015 das dritte Drei-Jahre-Programm folgte. Kerninhalte sind beispielsweise die Förderung der Menschenrechte, Stärkung der Zivilgesellschaft sowie Professionalisierung der Justiz und der juristischen Berufe. Obwohl die Justizministerien von Deutschland und Vietnam als Koordinationsstellen dienen, haben auch viele andere Ministerien und politische Stiftungen, wie zum Beispiel das Bundesministerium für wirtschaftliche Zusammenarbeit und Entwicklung (BMZ) oder die Deutsche Stiftung für internationale rechtliche Zusammenarbeit e. V. (IRZ), Beiträge in Form von gemeinsamen Veranstaltungen zum Dialog geleistet. Dies geschieht durch Beratung des vietnamesischen Justizministeriums und der Volksstaatsanwaltschaft sowie Seminare, Fachkonferenzen, Studienreisen etc. Insgesamt beteiligen sich allein von deutscher Seite rund 80 öffentliche und private Institutionen am Deutsch-Vietnamesischen Rechtsstaatsdialog. Bei einem Staatsbesuch des vietnamesischen Premierministers Nguyen Tan Dung im Jahr 2014 kritisierte Bundestagspräsident Norbert Lammert die Entwicklung der Demokratie und Rechtsstaatlichkeit, die hinter der Entwicklung der marktwirtschaftlichen Strukturen zurückbleibe.
Bei weiteren Staatsbesuchen einigte man sich 2013 auf die Bereiche berufliche Bildung, Energie und Umwelt für zukünftige Entwicklungspolitik. Bundesfinanzminister Wolfgang Schäuble und Bundeswirtschaftsminister Sigmar Gabriel reisten aus unterschiedlichem Anlass 2014 nach Vietnam, zudem besuchte Premierminister Nguyen Tan Dung Berlin im folgenden Jahr.
Ein wichtiges Projekt, das die guten bilateralen Beziehung hervorhebt, ist der Bau des „Deutschen Hauses“ in Ho-Chi-Minh-Stadt. Nach geplanter Fertigstellung 2017 wird es als gemeinsames Quartier für Generalkonsulat, deutsche Institutionen, Vertreter der deutschen Wirtschaft und interessierte deutsche Unternehmer dienen. Es soll die Arbeitsverhältnisse der deutschen Vertreter und den Austausch zwischen Deutschen und Vietnamesen verbessern.

### Diplomatischer Austausch
| Besuche in Deutschland | Besuche in Deutschland                                            |
| ---------------------- | ----------------------------------------------------------------- |
| 1993                   | Premierminister Vo Van Kiet                                       |
| 1993                   | Vorsitzender der Nationalversammlung Nông Đức Mạnh                |
| 10.–14.10 2001         | Premierminister Phan Van Khai                                     |
| 1.–5.3. 2004           | Generalsekretär der Kommunistischen Partei Vietnams Nông Đức Mạnh |
| März 2008              | Premierminister Nguyen Tan Dung                                   |
| 2012                   | Außenminister Phạm Bình Minh                                      |

| Besuche in Vietnam | Besuche in Vietnam                                                                            |
| ------------------ | --------------------------------------------------------------------------------------------- |
| 4.4.1993           | Außenminister Klaus Kinkel                                                                    |
| 16.–19.11. 1995    | Bundeskanzler Helmut Kohl                                                                     |
| 14.–17.10. 2000    | Bundesministerin für wirtschaftliche Zusammenarbeit und Entwicklung Heidemarie Wieczorek-Zeul |
| 2.–6.12. 2001      | Bundestagspräsident Wolfgang Thierse                                                          |
| 14.–15.05 2003     | Bundeskanzler Gerhard Schröder                                                                |
| 2.3.2004           | Bundeskanzler Gerhard Schröder                                                                |
| März 2007          | Bayerischer Ministerpräsident Edmund Stoiber                                                  |
| 21.–22.05. 2007    | Bundespräsident Horst Köhler                                                                  |
| 3.–8.9. 2007       | Bundesratspräsident Harald Ringstorff                                                         |
| März 2008          | Außenminister Frank-Walter Steinmeier                                                         |
| Juni 2011          | Außenminister Guido Westerwelle                                                               |
| Oktober 2011       | Bundeskanzlerin Angela Merkel                                                                 |
| 2012               | Wirtschaftsminister Philipp Rösler                                                            |
| November 2022      | Bundeskanzler Olaf Scholz                                                                     |

Die Regierung der Bundesrepublik Deutschland richtete am 12. Juni 1957 eine Gesandtschaft in Saigon ein, die am 25. April 1960 in eine Botschaft umgewandelt wurde. Die Sozialistische Republik Vietnam betreibt eine Botschaft in Berlin.

#### Offizielle Besuche

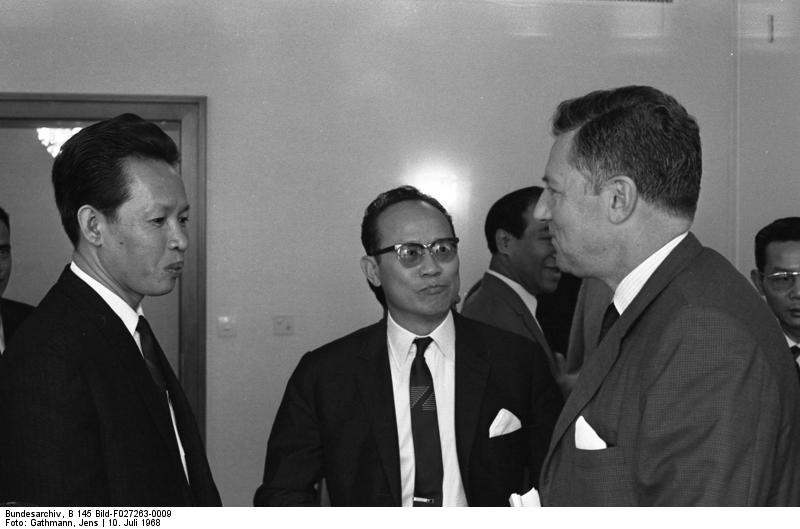
Der ehemalige MdB Erik Blumenfeld bei einem Empfang einer vietnamesischen Delegation in Bonn

Klaus Kinkel, Außenminister im Kabinett Kohl, besuchte Vietnam am 4. April 1993 und versprach dem Land finanzielle Unterstützung beim wirtschaftlichen Aufbau. Im Juni 1993 befand sich der damalige vietnamesische Premierminister Võ Văn Kiệt auf einem dreitägigen Deutschlandbesuch und traf dort unter anderem in Bonn auf den damaligen deutschen Bundeskanzler Helmut Kohl. Helmut Kohl reiste wiederum vom 16. bis 19. November 1995 nach Vietnam. Begleitet wurde er von dem deutschen Unternehmer Lars Windhorst. Windhorst hatte die Umsetzung eines größeren Immobilienbauprojekts in Vietnam geplant. Ebenfalls angekündigt wurden weitere Bauprojekte von Mercedes-Benz, Siemens und Triumph.
Die damalige Bundesministerin für wirtschaftliche Zusammenarbeit und Entwicklung Heidemarie Wieczorek-Zeul besuchte im Oktober 2000 neben Kambodscha auch Vietnam und sprach dem Land 15 Millionen DM Hilfe für die Opfer der Flutkatastrophe zu.
Der damalige Bundestagspräsident Wolfgang Thierse reiste im Dezember 2001 nach Ho-Chi-Minh-Stadt und Hanoi, um dort Gespräche mit vietnamesischen Parlamentariern und Regierungsvertretern zu führen.
Der damalige Bundeskanzler Gerhard Schröder besuchte Vietnam am 15. Mai 2003 als letzte Station einer Südostasien-Reise und unterzeichnete dort zusammen mit dem damaligen vietnamesischen Ministerpräsidenten Phan Van Khai mehrere Wirtschafts- und Finanzabkommen. Schröder äußerte sich dabei positiv über die Öffnungen des sozialistischen Landes und sprach zudem in der Technischen Universität Hanoi zu Studenten, die an Deutschen Universitäten studiert hatten.
Auf Einladung Schröders besuchte Nông Đức Mạnh, der damalige Generalsekretär der Kommunistischen Partei Vietnams, Deutschland im März 2004 und traf dort neben dem damaligen Bundeskanzler auf den damaligen bayrischen Ministerpräsidenten Edmund Stoiber. Schröder versprach bei dem Besuch aufgrund der wirtschaftlichen Reformen Vietnams dessen im Januar 1996 beantragte Mitgliedschaft in die Welthandelsorganisation unterstützen zu wollen und begrüßte die Aktivitäten deutscher Unternehmen im Bau- und Verkehrswesen. Ebenso wolle Deutschland den studentischen Austausch beider Länder unterstützen.
Als erster deutscher Bundespräsident besuchte Horst Köhler Vietnam im Jahr 2007. Dabei beklagte er unter anderem die Menschenrechtssituation in Vietnam und nahm an einer Kranzniederlegung am Mahnmal der vietnamesischen Nationalhelden und Märtyrer teil.
Im gleichen Jahr begab sich der damaligen Ministerpräsident des Landes Mecklenburg-Vorpommern Harald Ringstorff auf einen sechstägigen Vietnam-Besuch und traf dort den vietnamesischen Premierminister Nguyễn Tấn Dũng. Dũng begab sich wiederum im März 2008 auf eine Reise nach Deutschland und bekundete dort bei einem Gespräch mit dem damaligen deutschen Wirtschaftsminister Michael Glos sein Interesse an einem weiteren Ausbau der deutsch-vietnamesischen Wirtschaftsbeziehungen, insbesondere durch Investitionen deutscher Unternehmen in Vietnam. Siemens war insbesondere an Lieferungen von Zügen, Signal- und Steuerungsanlagen für einen U-Bahn-Bau in Ho-Chi-Minh-Stadt interessiert. Die deutsche Bundeskanzlerin Angela Merkel war zur Unterzeichnung eines Abkommens an dem Treffen beteiligt, das ein Finanzierungspaket für die U-Bahn in Höhe von 240 Millionen Euro beinhaltete, wovon 86 Millionen nicht zurückzuzahlen seien. Nguyễn Tấn Dũng traf auf seinem Deutschlandbesuch außerdem den damaligen Bundespräsidenten Horst Köhler und den Bundestagspräsidenten Norbert Lammert, stattete Harald Ringstorff einen Gegenbesuch ab und führte Gespräche mit Vertretern der Deutschen Bank in Frankfurt am Main.
Nachdem Gerhard Schröder 2004 Vietnam besucht hatte, fand dort erst 2011 wieder ein Besuch eines deutschen Regierungschefs statt, als Angela Merkel zur Unterzeichnung mehrerer Abkommen nach Hanoi reiste. Die Verträge dienten dem Ausbau wirtschaftlicher Beziehungen und der wissenschaftlichen Zusammenarbeit. Der Besuch war zugleich Merkels erste Dienstreise in ein sozialistisches Land.
Der damalige Außenminister Guido Westerwelle besuchte Vietnam ebenfalls im Jahr 2011 sowie der ehemalige Wirtschaftsminister und gebürtige Vietnamese Philipp Rösler im Jahr 2012. Im gleichen Jahr reiste der vietnamesische Außenminister Phạm Bình Minh nach Deutschland.
Vom 15. bis zum 16. November 2022 fand der G20-Gipfel auf Bali 2022 statt. Vor diesem Gipfel reiste Bundeskanzler Olaf Scholz und seine zwölfköpfige Wirtschaftsdelegation nach Vietnam. In der vietnamesischen Hauptstadt Hanoi wurde der Bundeskanzler vom Regierungschef Phạm Minh Chính und den Generalsekretär der Kommunistischen Partei, Nguyễn Phú Trọng, empfangen. Bei den Gesprächen ging es um den Ukraine-Krieg, aber hauptsächlich um den Ausbau der gegenseitigen Wirtschaftsbeziehungen.
Vom 23. bis 24. Januar 2024 besuchten Bundespräsident Frank-Walter Steinmeier und Elke Büdenbender die Sozialistische Republik Vietnam. In Hanoi trafen sie Staatspräsident Võ Văn Thưởng sowie den Vorsitzenden der Nationalversammlung, Herrn Vương Đình Huệ zu politischen Gesprächen.

## Außenhilfe
Das erste Entwicklungshilfeprojekt der Bundesrepublik Deutschland wurde anfangs noch vom Auswärtigen Amt bewilligt – bevor das BMZ gegründet war: ab 1961 baute ein Team deutscher Ärzte die einige Jahre vorher gegründete medizinische Fakultät an der Universität Huế auf. Das Projekt unter der Leitung von Prof. Horst-Günther Krainick war nachhaltig. Heute ist daraus die medizinisch-pharmakologische Universität Huế geworden mit 12.600 Studenten. Der Einsatz der Ärzte endete 1968 tragisch, während der Tet-Offensive wurden Krainick und zwei weitere Ärzte sowie seine Frau entführt und ermordet. Die deutsche Hilfe wurde daraufhin eingestellt. Bis 1966 wurden von der BRD ca. 100 Millionen DM für vietnamesische Entwicklungshilfe in Form von Praktikantenausbildung, Technik- und Wirtschaftsexperten ausgegeben. Mit dem schließlich, nach langen Verhandlungen über eine Entsendung, im September 1966 in Saigon (heute: Ho-Chi-Minh-Stadt) eintreffenden Hospitalschiff „Helgoland“, wurde ein wichtiges Projekt zur Hilfe vor Ort realisiert. Bis 1972 wurden über 10.000 Operationen durchgeführt und ca. 200.000 Patienten behandelt.
Daher kann man sagen, dass „das Jahr 1966 […] zurecht als Schlüsseljahr für die bundesdeutsche Vietnam-Hilfe [gilt].“ Nach Ende des Vietnamkriegs 1975 flohen Millionen von Angehörigen vietnamesischer Minderheiten nach Malaysia und Thailand und harrten dort aus, ohne Hilfe zu erhalten. Sie wurden als „Boat people“ bezeichnet. Die Bundesrepublik sah sich nach einer Welle der Empörung dazu verpflichtet, humanitäre Hilfe in Form von Asyl zu leisten. Das anfängliche Kontingent von 10.000 Flüchtlingen wurde auf 38.000 aufgestockt. Zusammen mit der Entwicklungspolitik der DDR trugen diese Ereignisse dazu bei, dass die heutigen Beziehungen beider Länder sehr positiv sind. Laut Angaben des Auswärtigen Amts leben heute ca. 125.000 Vietnamesen oder Deutsche vietnamesischer Abstammung in Deutschland. In Vietnam sprechen ca. 100.000 Menschen Deutsch.
Trotz des umfangreichen Reformprogramms gibt es in Vietnam noch viele Defizite in den Punkten der Vermögensverteilung, der Infrastruktur, der sozialen Sicherungssysteme, der bedarfsgerechten Berufsbildungsmöglichkeiten und der rechtsstaatlichen Strukturen etc.
Vietnam gehört zu den wichtigsten entwicklungspolitischen Partnern der Bundesrepublik. Daher hat sich die Bundesrepublik seit 1990 mit 1,8 Milliarden Euro an Entwicklungsprojekten in Vietnam beteiligt. Das Hauptaugenmerk liegt dabei auf der nachhaltigen Gestaltung des Wirtschaftswachstums und der Förderung qualifizierter Fachkräfte für die Industrie, um im Asienraum wettbewerbsfähig zu bleiben. Man konzentriert sich hier besonders auf berufliche Bildung, Umwelt (Biodiversität und Küstenschutz) und Energie (Energieeffizienz und erneuerbare Energien). Dazu handeln im Auftrag und mit Mitteln der Bundesregierung vor allem die beiden staatlichen Durchführungsorganisationen KfW – Entwicklungsbank und die Deutsche Gesellschaft für Internationale Zusammenarbeit (GIZ).

### Umwelt
In Vietnam sind durch das Vorantreiben der wirtschaftlichen Entwicklung erhebliche Umweltprobleme entstanden. Waldrodung, vergiftete Böden, Luft- und Wasserverschmutzung sind nur einige von ihnen. Zudem werden weite Küstenteile durch die in Folge des Klimawandels vermehrt auftretenden Taifune bedroht. Deutschland hilft bei der Taifunprävention, der Klimawandelanpassung, der Naturwaldbewirtschaftung, der Wiederaufforstung und der Biodiversität. Die Nutzung erneuerbarer Energien und Energieeffizienz sind weitere wichtige Tätigkeitsfelder des deutschen Engagements. Das Bundesministerium für wirtschaftliche Zusammenarbeit und Entwicklung beauftragt unter anderem die Deutsche Gesellschaft für Internationale Zusammenarbeit an der „Green Growth Strategy“ der vietnamesischen Regierung mitzuwirken.

## Vietnamesen in Deutschland

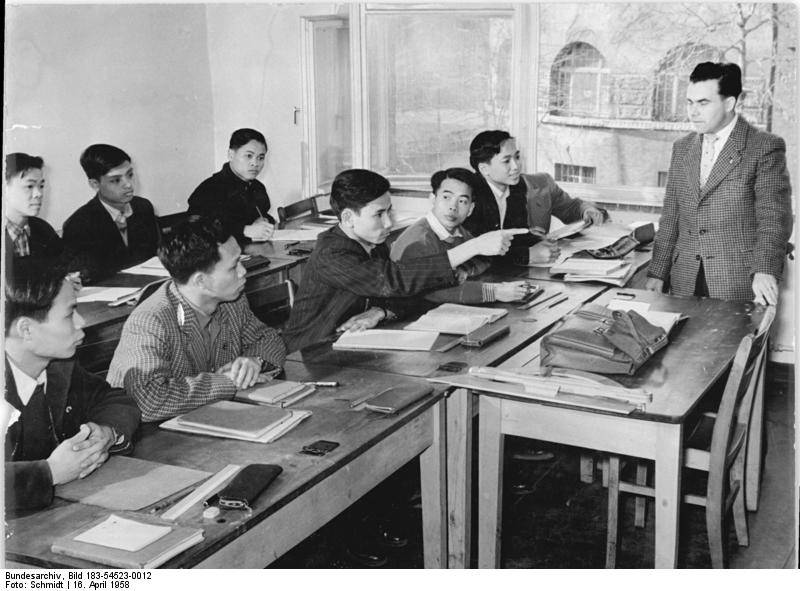
Unterricht für vietnamesische Studenten in Leipzig 1958

In Deutschland leben etwa 100.000 bis 125.000 Menschen vietnamesischer Abstammung, darunter etwa 40.000 mit deutscher Staatsbürgerschaft. Eine Migration von Vietnam in die Bundesrepublik fand besonders ab den 1970er Jahren statt.

## Bildung
Nachdem 1986/87 der umfassende Reformkurs der Regierung eingeleitet worden war, entwickelte sich vor allem die Wirtschaft positiv. Das Bildungssystem konnte mit diesem rasanten Wandel nicht mithalten, sodass vor allem die Hochschulausbildung hinter den Anforderungen einer bedarfsgerichteten Berufsausbildung zurückblieb. Dies führte dazu, dass derzeit lediglich 15 % der vietnamesischen Bevölkerung eine formale Berufsausbildung abgeschlossen haben.
Um die Ziele der Industrialisierung, Modernisierung und Verbesserung des sozialen Wohlstandes zu erreichen, richtet man sich am deutschen Ausbildungssystem aus und strebt eine dauerhafte Kooperation an.
Man möchte dabei die Ausbildungsqualität verbessern, den spezifischen Reformbedürfnissen Vietnams gerecht werden und den allgemeinen Zugang zur Bildung für alle Gesellschaftsschichten gewährleisten. 2011 erneuerten die Staatschefs beider Länder ihr Bestreben, die Zusammenarbeit auf dieser Ebene fortzuführen, wobei der Vietnamesisch-Deutschen Universität eine besondere Rolle zukommen soll.
In Ho-Chi-Minh-Stadt befindet sich die Vietnamesisch-Deutsche Universität, deren Gründung im Jahr 2008 auf ein Kooperationsabkommen zwischen Vietnam und dem deutschen Bundesland Hessen zurückzuführen ist und die vom Auswärtigen Amt der Bundesrepublik Deutschland anerkannte und amtlich geförderte Deutsche Schule Ho Chi Minh City.
Von 1970 bis 1993 wurde an der Humboldt-Universität zu Berlin der Studiengang Vietnamistik angeboten und anschließend mit Indonesistik und den Südostasienwissenschaften zum Studiengang Südostasien-Studien. Seit 1982 bietet das Asien-Afrika-Institut der Universität Hamburg das Vietnamistik an.

## Religion

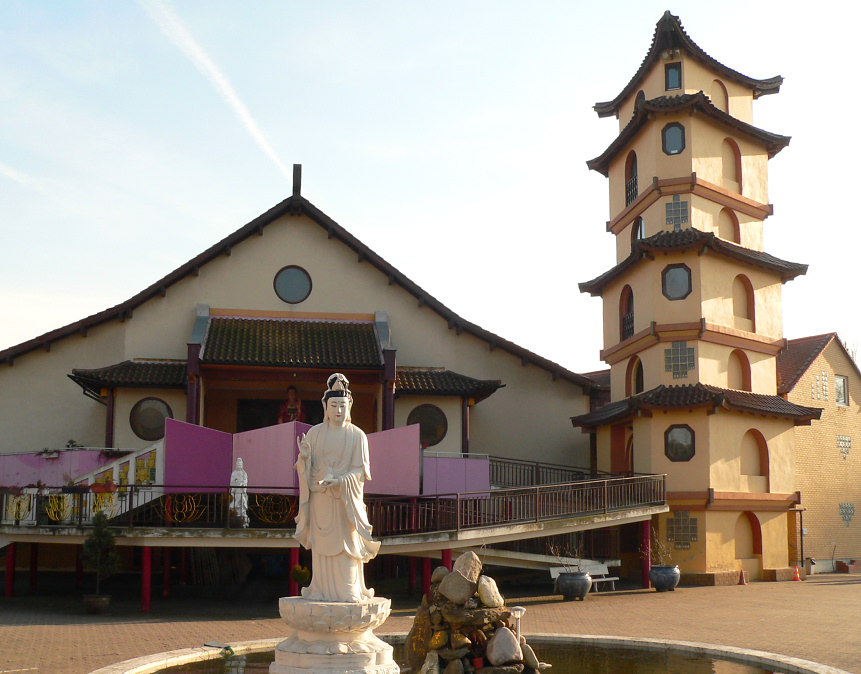
Pagode Mittelfeld in Hannover

In Deutschland existieren acht vietnamesisch-buddhistische Pagoden (siehe z. B. die Viên-Giác-Pagode).

## Deutsche Institutionen in Vietnam
Friedrich-Ebert-Stiftung (gegründet: 1990)
- Anfänglich beschränkte sich das Engagement in Vietnam auf das Vorantreiben der Wirtschaftsreformen und der Wirtschaftsförderung, zu nennen wäre hier das Projekt „Rehabilitierung und Förderung von Handwerk und Kleinindustrie“.[73] Inzwischen unterstützt die Stiftung auch politische Beteiligung und Weiterbildung ihrer Partner, regt den Austausch internationaler Erfahrungen und Diskussionen an, veröffentlicht Studien, veranstaltet Seminare und organisiert Studienreisen nach Deutschland.[74]

Konrad-Adenauer-Stiftung (gegründet: 1993)
- Die Konrad-Adenauer-Stiftung unterstützt „den Deutsch-Vietnamesischen Rechtsstaatsdialog, die Dezentralisierungsreformen der vietnamesischen Regierung, die Einführung der sozialen Marktwirtschaft, die Professionalisierung der Medien und die Eigenständigkeit der Nationalversammlung“.[75]

Goethe-Institut (gegründet: 1997)
- „Das Goethe-Institut [organisiert und unterstützt] ein breites Spektrum von kulturellen Veranstaltungen zur Vermittlung deutscher Kultur und zur Intensivierung des kulturellen Dialogs zwischen den Ländern.“[76]

Vietnamesisch-Deutsches Zentrum (VDZ) (gegründet: 1999)
- „Das Zentrum ist eine gemeinsame Einrichtung des DAAD [(Deutscher Akademischer Austauschdienst)]und der TU Hanoi. Als fakultätsübergreifende zentrale Einrichtung der vietnamesischen Universität soll es dem wissenschaftlichen und technologischen Austausch dienen und eine Begegnungsstätte für deutsche und vietnamesische Wissenschafts- und Wirtschaftsvertreter sein.“[77] Seit 2003 fungiert das VDZ als Außenstelle des DAAD.[78]

Vietnamesisch-Deutsche Universität (VDU) (gegründet: 2008)
- Bei der VDU handelt es sich um ein gemeinsames Projekt des Hessischen Ministeriums für Wissenschaft und Kunst, des Ministeriums für Wissenschaft, Forschung und Kunst Baden-Württemberg und des Ministry of Education and Training. Die Hochschule ist nach deutschen Hochschulstandards konzipiert[79]  und ist eine anwendungsorientierte, multidisziplinäre Universität mit starkem Forschungsbezug. Die Fachsprache ist Englisch, Deutsch wird nur studienbegleitend gelehrt.[80]

Rosa-Luxemburg-Stiftung (gegründet: 2009)
- „Schwerpunkte der regionalen Arbeit [der Rosa-Luxemburg-Stiftung] sind unter anderem die Förderung von Partizipation an demokratischen Prozessen, die Begleitung von neuen Ansätzen zu nachhaltigen Entwicklungswegen und die Stärkung des Austauschs zwischen zivilgesellschaftlichen und staatlichen Akteuren.“[81]

Hanns-Seidel-Stiftung (gegründet: 2011)
- Ziele der Hanns-Seidel-Stiftung sind die Verbesserung der Umweltpolitik, beispielsweise durch die Förderung des Umweltbewusstseins, sowie die Verbesserung der Wirtschafts- und Sozialstruktur, zum Beispiel durch Förderung des Wissens über sozialen Marktwirtschaft.[82]

Friedrich-Naumann-Stiftung (gegründet: 2012)
- Die Friedrich-Naumann-Stiftung strebt eine Liberalisierung von Politik und Wirtschaft an, um die Entwicklung zu einer sozialen Marktwirtschaft voranzutreiben.[83]

## Auslandsvertretungen

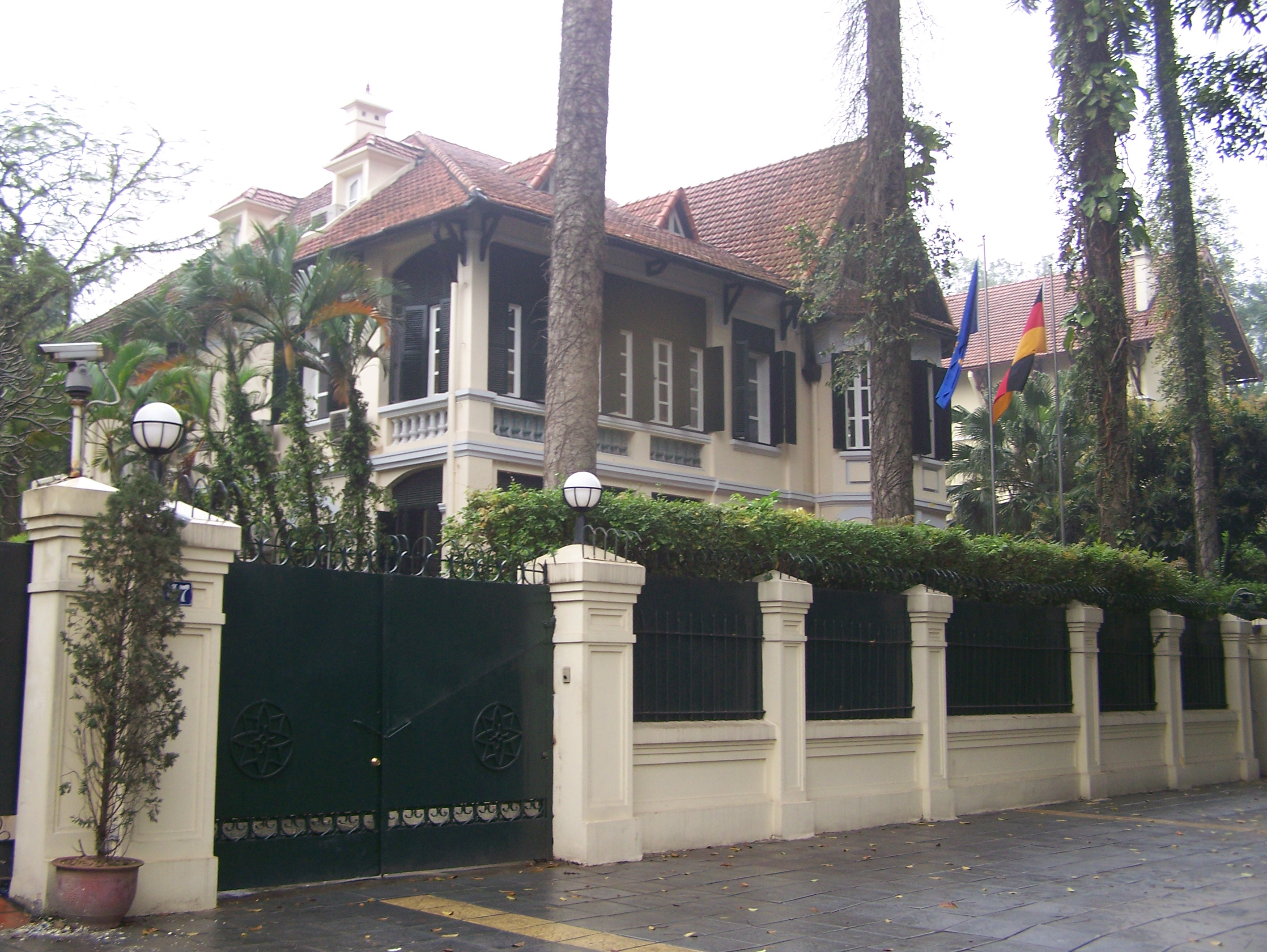
Deutsche Botschaft in Hanoi

- Deutsches Generalkonsulat Ho-Chi-Minh-Stadt[84]
- Deutsche Botschaft Hanoi[85]
- Vietnamesisches Generalkonsulat Frankfurt[86]
- Vietnamesische Botschaft Berlin[87]

### Weiterführende Literatur
- Prüfung der Möglichkeiten eines Fachkräfteprogramms Vietnam. Studie im Auftrag der Internationalen Organisation für Migration, auf Veranlassung des Bundesministeriums für Wirtschaftliche Zusammenarbeit durchgeführt durch das Zentrum Europa und Dritte Welt, Arbeitseinheit Entwicklungspolitische Forschung und Beratung, Universität des Saarlandes. In: Hermann W. Schönmeier (Hrsg.): Sozialwissenschaftliche Studien zu internationalen Problemen. Band 166. Breitenbach, Saarbrücken; Fort Lauderdale 1991, ISBN 3-88156-523-X.
- Thanh Tuyên Nguyên: Knowledge economy and sustainable economic development. a critical review. In: Knowledge and Information. de Gruyter Saur, Berlin 2010, ISBN 978-3-598-25181-8.
- Uwe Wesel: Die verspielte Revolution. 1968 und die Folgen. Blessing, München 2002, ISBN 3-89667-190-1.